# Сан-Франциско (фильм)
«Сан-Франци́ско» (англ. San Francisco) — музыкальная мелодрама 1936 года.

## Сюжет
События фильма начинаются в новогоднюю ночь 1906 года в Сан-Франциско, незадолго до землетрясения, которое 18 апреля разрушило большую часть города. К Блэки Нортону, циничному владельцу ночного клуба Paradise Cafe, обращается в поисках работы Мэри Блейк, дочь сельского священника и начинающая певица, мечтающая петь в опере. Услышав, как она поет, Блэки заключает с Мэри контракт сроком на два года. Вскоре талант певицы привлекает внимание Джека Берли, владельца оперного театра. Он приглашает Мэри на прослушивание, но Блэки отказывается отпустить девушку.
В один из вечеров Блэки отправляет Мэри спеть между выступлениями в церковном хоре своего друга, преподобного Тима Маллина. Священник рассказывает девушке о детстве её нанимателя и выражает надежду на то, что когда-нибудь Блэки изменится в лучшую сторону. Затем Берли предпринимает новую попытку переманить Мэри к себе. На этот раз Блэки предоставляет девушке право поступить по своему выбору, и она из чувства верности остаётся в клубе. Тем же вечером Блэки признается Мэри, что увлечен ею. Поняв, что она для него не более чем очередная игрушка, девушка уходит в театр к Берли.
Проходит некоторое время. В тот вечер, когда Мэри должна дебютировать в опере, в театр заявляется Блэки с намерением насильно увести её, так как она по-прежнему связана с ним условиями контракта. Однако её пение настолько трогает его, что он не решается сорвать выступление. По окончании спектакля Блэки приходит к Мэри в гримёрную. Она признается, что тоже неравнодушна к нему, и Блэки, воспользовавшись моментом, уговаривает её вернуться в клуб. В ночь, когда Мэри готовится к выходу на сцену в новом и чересчур откровенном костюме, в клубе появляется отец Маллин. Он обвиняет Блэки в том, что тот играет чувствами девушки и эксплуатирует её. После того, как Блэки бьет священника, Мэри вместе с последним уходит из клуба.
Далее Берли делает Мэри предложение, и она принимает его. Желая окончательно повергнуть Блэки, он добивается, чтобы у того отобрали лицензию на продажу спиртного. Полиция врывается в клуб и, разгромив его, арестовывает выступавших у Блэки девушек. Это происходит незадолго до «Цыплячьего бала» — конкурса, на котором владельцы клубов представляют свои лучшие номера. Блэки традиционно выигрывал этот конкурс и, отчаянно нуждаясь в деньгах, собирался победить и на этот раз, однако теперь, когда его труппа попала в тюрьму, о том не может быть и речи. Присутствуя на конкурсе, Мэри узнает, что её жених повинен в крахе Блэки. Она решает спасти любимого и, выступив за Paradise Cafe, приносит ему победу. Тем не менее, Блэки из гордости отказывается забрать приз.
Униженная Мэри собирается уходить, и в этот момент в Сан-Франциско начинается землетрясение. В наступившем хаосе Мэри и Блэки теряют друг друга из виду, и спустя несколько минут город превращается в руины. Далее Блэки день и ночь бродит по охваченному пожаром городу, безуспешно пытаясь разыскать любимую. Отец Маллин приводит отчаявшегося Блэки в лагерь, где размещены оставшиеся без крова жители. В лагере Блэки, услышав чудесное пение, понимает, что Мэри жива, после чего влюбленные воссоединяются.

## Факты
- Несколько сцен этого фильма срежиссировал ветеран Голливуда Д. У. Гриффит. Однако его имя не попало в титры.
- Старшая сестра Джанет Макдональд после подписания контракта с MGM сменила своё имя Блоссом Рок на псевдоним Мэри Блейк. Именно так звали героиню Макдональд в этом фильме.

## В ролях
- Кларк Гейбл — Блэки Нортон
- Джанет Макдональд — Мэри Блейк
- Спенсер Трейси — священник Тим Маллин
- Джек Холт — Джек Берли
- Джесси Ральф — миссис Берли
- Гарольд Хубер — Бэйб

В титрах не указаны
- Ирвинг Бейкон — отдыхающий на пикнике
- Беатрис Робертс — Forrestal Guest
- Гарри Майерс — гуляка
- Найджел Де Брулир — старик, выживший при землетрясении
- Гертруда Астор — пьяная женщина
- Винс Барнетт — пьяница на праздновании Нового года

## Награды и номинации
В 1937 году фильм получил «Оскар» за лучший звук. Кроме того он был номинирован на получение премии в пяти категориях:
- Лучший фильм
- Лучшая режиссура — Вуди Ван Дайк
- Лучшая мужская роль — Спенсер Трейси
- Лучший оригинальный сценарий — Роберт Е. Хопкинс
- Лучший ассистент режиссёра — Джозеф М. Ньюман

Кроме того лента получила «Медаль почёта» от журнала Photoplay.